# Вулька (Ніжанський повіт)
Вулька (пол. Wólka) — село в Польщі, у гміні Гарасюки Ніжанського повіту Підкарпатського воєводства.
Населення — 210 осіб (2011).
У 1975-1998 роках село належало до Тарнобжезького воєводства.

## Демографія
Демографічна структура станом на 31 березня 2011 року:
|          | Загалом | Допрацездатний вік | Працездатний вік | Постпрацездатний вік |
| -------- | ------- | ------------------ | ---------------- | -------------------- |
| Чоловіки | 99      | 19                 | 65               | 15                   |
| Жінки    | 111     | 23                 | 61               | 27                   |
| Разом    | 210     | 42                 | 126              | 42                   |